# Krzyż Żelazny Zasługi
Krzyż Żelazny Zasługi (niem. Eisernes Verdienstkreuz) – austro-węgierskie odznaczenie państwowe, znajdujące się w kolejności starszeństwa austriackich odznaczeń za Orderem Elżbiety, a przed Medalem Wojennym, ustanowione podczas I wojny światowej 1 kwietnia 1916 przez cesarza Franciszka Józefa I, na podstawie Krzyża Zasługi Cywilnej.
Podzielony został na dwa stopnie:
- Krzyż Żelazny Zasługi z Koroną,
- Krzyż Żelazny Zasługi.

Krzyże nadawano podczas wojny na wstążce białej, z dwoma czerwonymi paskami wzdłuż krawędzi, połączonymi czerwonymi prążkami. W czasie pokoju miano go nadawać na wstążce czerwonej.